# Armeńska Akademia Nauk
Armeńska Akademia Nauk (orm. Հայկական Գիտությունների Ազգային Ակադեմիա) – instytucja zajmująca się nauką w Republice Armenii. Odpowiada także za regulację i koordynację języka ormiańskiego.
Została założona 29 listopada 1943. Akademia zlokalizowana jest w stolicy Armenii – Erywaniu, mniejsze jednostki zlokalizowane są w Giumri, Sewanie, Goris, Wanadzor i w mieście Kapan. Na górze Aragac znajduje się obserwatorium astrofizyczne.
Armeńska Akademia Nauk została założona przez kilku armeńskich intelektualistów, łącznie z Iosifem Orbelim, Stiepanem Malchasiancem oraz Wiktorem Ambarcumianem. 
Joseph Orbeli był pierwszym prezesem akademii.